# Anders Lundberg
Paul Anders Lundberg, född den 10 september 1920 i Annedals församling, Göteborg, död där den 18 maj 2009, var en svensk fysiolog.
Lundberg avlade studentexamen i Örebro, legitimerad läkare i Lund 1947, blev 1948 docent i neurofysiologi vid Karolinska institutet i Stockholm och var laborator i Lund 1954–1961 innan han 1961 tillträdde som professor och chef för den fysiologiska institutionen vid Göteborgs universitet. Han bedrev djurexperimentell forskning för att utforska nervsystemets och hjärnans funktion.
Lundberg var ledamot av Vetenskaps- och Vitterhetssamhället i Göteborg samt utländsk ledamot av Vetenskapsakademierna i Danmark, Norge och Frankrike. Han är gravsatt i minneslunden på Fässbergs kyrkogård.